# El sol y la afeitadora eléctrica
«El sol y la afeitadora eléctrica» es una canción compuesta en 1995 por el músico argentino Luis Alberto Spinetta, interpretada por la banda Spinetta y los Socios del Desierto en el álbum homónimo (CD2) de 1997, primero de la banda y 25º en el que tiene participación decisiva Spinetta. 
Spinetta y los Socios del Desierto fue un trío integrado por Marcelo Torres (bajo), Daniel Wirtz (batería) y Luis Alberto Spinetta (guitarra y voz). En la versión del álbum participa Claudio Cardone como músico invitado ejecutando teclados Kurzweil.

## Contexto
El tema pertenece al álbum doble Spinetta y los Socios del Desierto, el primero de los cuatro álbumes de la banda homónima, integrada por Luis Alberto Spinetta (voz y guitarra), Marcelo Torres (bajo) y Daniel Wirtz (batería). El trío había sido formada en 1994 a iniciativa de Spinetta, con el fin de volver a sus raíces roqueras, con una banda de garaje. Los Socios ganaron una amplia popularidad, realizando conciertos multitudinarios en Argentina y Chile.
El álbum doble Spinetta y los Socios del Desierto ha sido considerado como una "cumbre" de la última etapa creativa de Luis Alberto Spinetta. El álbum fue grabado en 1995, pero recién pudo ser editado en 1997, debido a la negativa de las principales compañías discográficas, a aceptar las condiciones artísticas y económicas que exigía Spinetta, lo que lo llevó a una fuerte confrontación pública con las mismas y algunos medios de prensa.
El disco coincide con un momento del mundo caracterizado por el auge de la globalización y las atrocidades de la Guerra de Bosnia -sobre la cual el álbum incluye un tema-. En Argentina coincide con un momento de profundo cambio social, con la aparición de la desocupación de masas -luego de más de medio siglo sin conocer el fenómeno, la criminalidad -casi inexistente hasta ese momento-, la desaparición de la famosa clase media argentina y la aparición de una sociedad fracturada, con un enorme sector precario y marginado, que fue la contracara del pequeño sector beneficiado que se autodenominó como los "ricos y famosos".

## El tema
Es el décimo cuarto track del Disco 2 del álbum doble. Se trata de una canción de atmósfera jazzera que se inicia con el silbido de Spinetta de la melodía principal, seguido de un canto de pájaros.
Las tres estrofas, relatadas en segunda persona pero dirigidas a sí mismo, están referidas a la realidad, la verdad, las fantasías y el autoengaño. El estribillo remata el mensaje realista de cada estrofa, con una comparación: "como el sol y la afeitadora eléctrica" (pronunciada electricá, en uso de la licencia poética frecuente en las canciones de Spinetta):

Tu concierto está en el aire y el adiós
un instante en el verdor
no dirás que no a tus ángeles de OK
son la sola realidad.

Como el sol y la afeitadora eléctrica...
"Como el sol y la afeitadora eléctrica" (fragmento)

La artista plástica Ana Inés Ferrarese hizo referencia a la canción de Spinetta, a raíz de una fotografía en la que la luz del atardecer contrasta con la luz de los tubos fluorescentes que iluminan la puerta de ingreso a un edificio. Ferrarese tituló la foto como "La araucaria y el fluorescente".